# (6574) Gvishiani
(6574) Gvishiani es un asteroide perteneciente al cinturón exterior de asteroides, región del sistema solar que se encuentra entre las órbitas de Marte y Júpiter.
Fue descubierto el 26 de agosto de 1976 por Nikolái Stepánovich Chernyj desde el Observatorio Astrofísico de Crimea.

## Designación y nombre
Designado provisionalmente como 1976 QE1 fue nombrado en honor a Dzhermen Gvishiani (1928-2003), quien fue conocido por sus numerosos trabajos en filosofía, sociología y teoría de la administración. Se desempeñó como presidente de la Fundación para la Investigación Prospectiva y del Instituto de Economía, Política y Derecho de Moscú. Fue miembro de la Academia Rusa de Ciencias, el Club de Roma y muchas academias, fundaciones y asociaciones extranjeras. Su trabajo promovió el uso de los logros extranjeros en ciencia, tecnología y cultura en la Rusia actual.

## Características orbitales
Gvishiani está situado a una distancia media del Sol de 3,402 ua, pudiendo alejarse hasta 4,055 ua y acercarse hasta 2,748 ua. Su excentricidad es 0,192 y la inclinación orbital 17,706 grados. Emplea 2291,66 días en completar una órbita alrededor del Sol.
Los próximos acercamientos a la órbita de Júpiter ocurrirán el 6 de abril de 2045, el 6 de marzo de 2058 y el 17 de octubre de 2070.

## Características físicas
La magnitud absoluta de Gvishiani es 11,58. Tiene 25,393 km de diámetro y su albedo se estima en 0,069.